# Valle di Qadisha

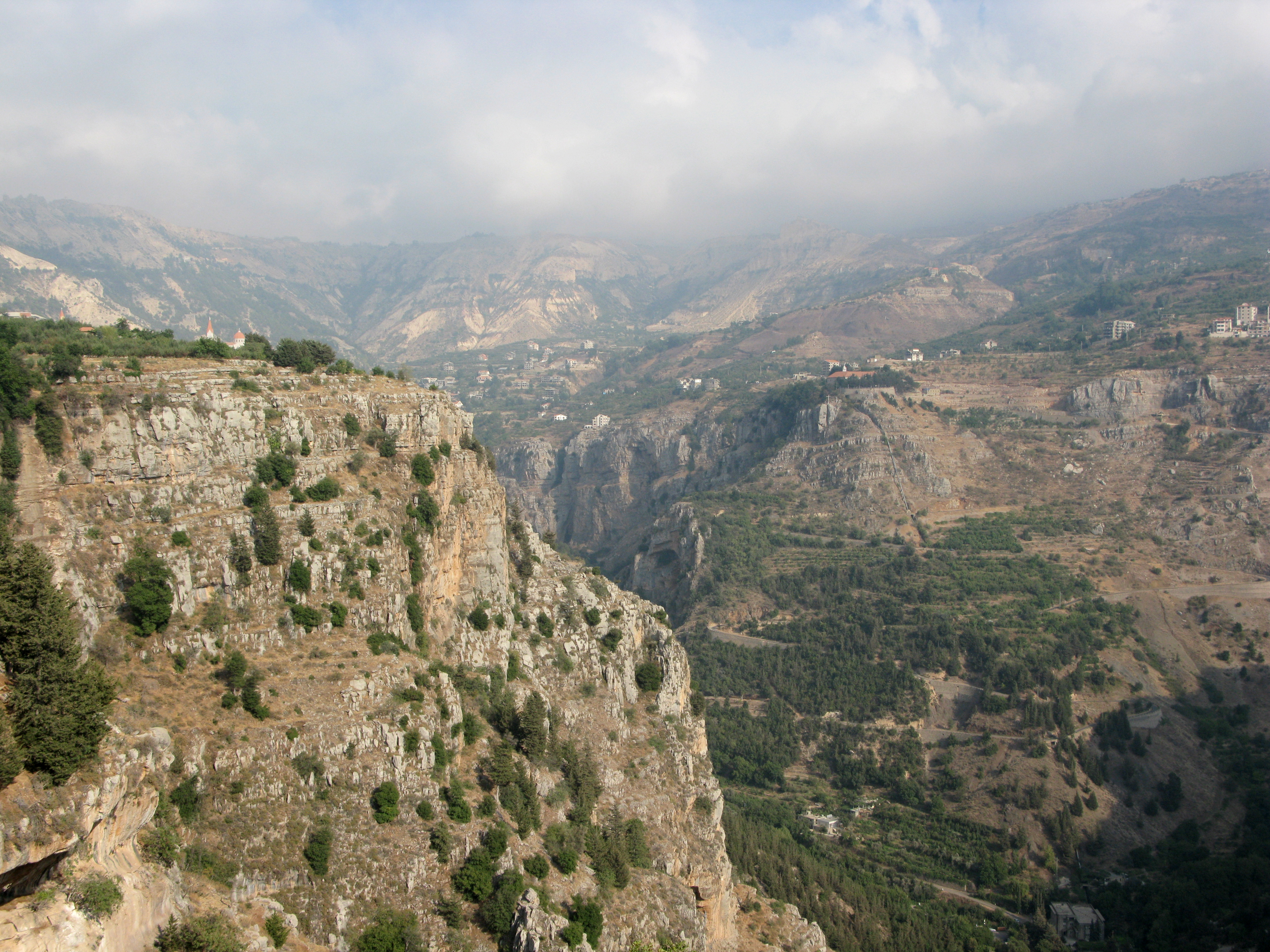
Veduta della valle di Qadisha da nord-ovest.

La valle di Qadisha (ﻮﺍدي ﻗﺎدﻴﺸﺎ, traslitterato anche Wādī Qādīšā), in Libano, è una profonda gola creata dal fiume omonimo, che prende più a valle il nome di Nahr Abū ʿAlī. La parte più spettacolare della gola si estende per circa 20 km tra i villaggi di Tourza (طﻮﺮﺰﺍ), a nord-ovest, e Bcharré (Bsharreh, ﺒﺸﺮي), a est, il paese natale di Khalil Gibran.
La vallata è oggetto di protezione non solo per lo spettacolare paesaggio naturale creato dai fianchi scoscesi della gola, dalle vette montane (come il Qurnah al-Saūdah che arriva a 3083 metri di altezza) e dalle residue foreste di cedri del Libano (Cedrus libani), conifere e ginepro, ma anche perché ospita alcuni degli insediamenti monastici cristiani più importanti del Medio Oriente, molti dei quali si trovano abbarbicati sui fianchi della valle.

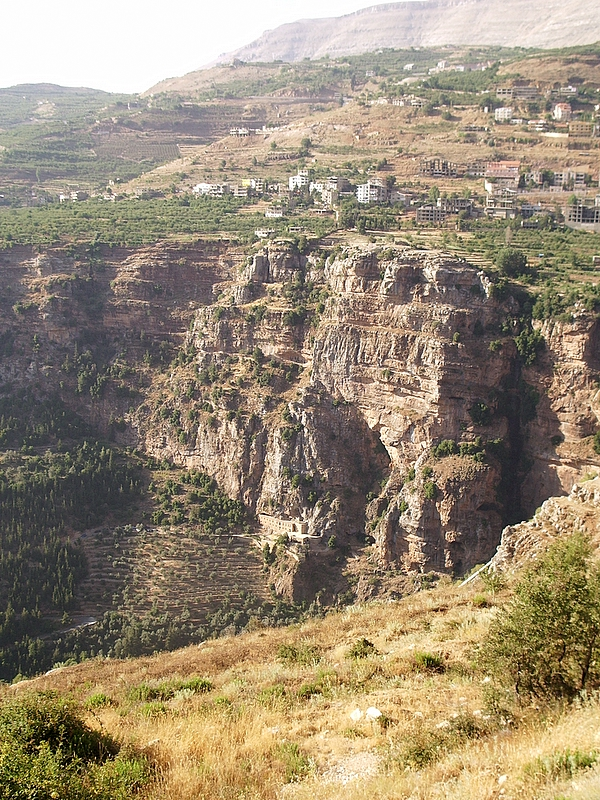
Sui fianchi della gola, mimetizzato tra le rocce, si nota il monastero di Mar Elisha.

Intorno al decimo secolo, infatti, gruppi di cristiani maroniti provenienti dalla valle dell'Oronte, nell'entroterra siriano, cercarono rifugio nella vallata dalle persecuzioni dei bizantini, che li accusavano di sostenere l'eresia monotelita.
Tra i monasteri più importanti della vallata si annoverano Daīr Qannūbīn (دﺍﻴﺮ ﻗﻨﻮﺒﻴﻦ), che fu per secoli la dimora del patriarca maronita e che contiene affreschi murali ispirati allo stile bizantino della Cappadocia, Daīr Mār Anṭūniūs Qozḥayā (دﺍﻴﺮ ﻤﺎﺮ ﺍﻨطﻮﻨﻴﻮﺱ ﻗﺰﺤﻴﺎ) e infine Daīr Mār Elīsha (دﺍﻴﺮ ﻤﺎﺮ ﺃﻠﻴﺸﻊ). La zona è inoltre disseminata di eremi, cappelle e grotte utilizzate in passato dai monaci.